# Campeonato Mundial de Ciclismo en Pista de 1975
El LXXII Campeonato Mundial de Ciclismo en Pista se celebró en Rocourt (Bélgica) entre el 20 y el 25 de agosto de 1975 bajo la organización de la Unión Ciclista Internacional (UCI) y la Federación Belga de Ciclismo.
Las competiciones se realizaron en el Estadio Velódromo de Rocourt. En total se disputaron 11 pruebas, 10 masculinas (3 profesionales y 6 amateur) y 2 femeninas.

## Medallistas

### Masculino profesional
| Evento                 | Oro                         | Plata                    | Bronce               |
| ---------------------- | --------------------------- | ------------------------ | -------------------- |
| Velocidad individual   | John Nicholson Australia    | Peder Pedersen Dinamarca | Ryoji Abe Japón      |
| Persecución individual | Roy Schuiten · Países Bajos | Knut Knudsen · Noruega   | Dirk Baert · Bélgica |
| Medio fondo            | Dieter Kemper RFA           | Cees Stam · Países Bajos | Jean Breuer RFA      |

### Masculinoamateur
| Evento                  | Oro                                                        | Plata                                                              | Bronce                                                                  |
| ----------------------- | ---------------------------------------------------------- | ------------------------------------------------------------------ | ----------------------------------------------------------------------- |
| Velocidad individual    | Daniel Morelon Francia                                     | Giorgio Rossi · Italia                                             | Emanuel Raasch RDA                                                      |
| Persecución individual  | Thomas Huschke RDA                                         | Vladimir Osokin URSS                                               | Orfeo Pizzoferrato · Italia                                             |
| Persecución por equipos | RFA Günther Schumacher Peter Vonhof Hans Lutz Gregor Braun | URSS Vladimir Osokin Vitali Petrakov Viktor Sokolov Alexandr Perov | RDA Norbert Dürpisch Thomas Huschke Uwe Unterwalder Klaus-Jürgen Grünke |
| 1 km contrarreloj       | Klaus-Jürgen Grünke RDA                                    | Eduard Rapp URSS                                                   | Janusz Kierzkowski · Polonia                                            |
| Medio fondo             | Gabriël Minneboo · Países Bajos                            | Miquel Espinós España                                              | Jean Pinsello Francia                                                   |
| Tándem                  | Polonia · Benedykt Kocot · Janusz Kotliński                | Checoslovaquia Vladimír Vačkář Miroslav Vymazal                    | URSS Anatoli Yablunovski Serguei Komelkov                               |

### Femenino
| Evento                 | Oro                                     | Plata                          | Bronce                      |
| ---------------------- | --------------------------------------- | ------------------------------ | --------------------------- |
| Velocidad individual   | Sue Novara Estados Unidos               | Iva Zajíčková Checoslovaquia   | Sheila Young Estados Unidos |
| Persecución individual | Cornelia van Oosten-Hage · Países Bajos | Mary Jane Reoch Estados Unidos | Denise Burton Reino Unido   |

## Medallero
| Núm. | País           | Oro | Plata | Bronce | Total |
| ---- | -------------- | --- | ----- | ------ | ----- |
| 1    | Países Bajos   | 3   | 1     | 0      | 4     |
| 2    | RDA            | 2   | 0     | 2      | 4     |
| 3    | RFA            | 2   | 0     | 1      | 3     |
| 4    | Estados Unidos | 1   | 1     | 1      | 3     |
| 5    | Francia        | 1   | 0     | 1      | 2     |
| 5    | Polonia        | 1   | 0     | 1      | 2     |
| 7    | Australia      | 1   | 0     | 0      | 1     |
| 8    | URSS           | 0   | 3     | 1      | 4     |
| 9    | Checoslovaquia | 0   | 2     | 0      | 2     |
| 10   | Italia         | 0   | 1     | 1      | 2     |
| 11   | Dinamarca      | 0   | 1     | 0      | 1     |
| 11   | España         | 0   | 1     | 0      | 1     |
| 11   | Noruega        | 0   | 1     | 0      | 1     |
| 14   | Bélgica        | 0   | 0     | 1      | 1     |
| 14   | Japón          | 0   | 0     | 1      | 1     |
| 14   | Reino Unido    | 0   | 0     | 1      | 1     |
|      | TOTAL          | 11  | 11    | 11     | 33    |